# Сирахама
Сирахама (яп. 白浜町 Сирахама-тё:) — посёлок в Японии, находящийся в уезде Нисимуро префектуры Вакаяма. Площадь посёлка составляет 201,04 км², население — 21 745 человек (1 августа 2014), плотность населения — 108,16 чел./км².

## Географическое положение
Посёлок расположен на острове Хонсю в префектуре Вакаяма региона Кинки. С ним граничат город Танабэ и посёлки Камитонда, Сусами, Кодзагава. В 100 метрах от берега посёлка находится остров Такасима.

## Население
Население посёлка составляет 21 745 человек (1 августа 2014), а плотность — 108,16 чел./км². Изменение численности населения с 1980 по 2005 годы:
| 1980 | 26 002 чел. |  |
| 1985 | 25 264 чел. |  |
| 1990 | 24 737 чел. |  |
| 1995 | 24 916 чел. |  |
| 2000 | 24 563 чел. |  |
| 2005 | 23 642 чел. |  |

## Символика
Деревом посёлка считается сакура, цветком — Crinum asiaticum, птицей — белая цапля.